# Jacques Haeko
Jacques Haeko (23 de Abril de 1984) é um futebolista Neocaledônio atua como atacante. Atualmente, joga pelo AS Lössi.

## Carreira
Representou a seleção da Nova Caledônia, foi o artilheiro da Copa das Nações da OFC de 2012, com 6 gols. 